# روبن همفري
روبن همفري (بالإنجليزية: Reuben Humphrey) هو محامي وقاضي وضابط وسياسي أمريكي، ولد في 2 سبتمبر 1757، وتوفي في 12 أغسطس 1831. انتخب عضو مجلس نواب كونيتيكت وانتخب عضو مجلس ولاية نيويورك وانتخب عضو مجلس النواب الأمريكي.